# Вукашин Воркапић
Вукашин Воркапић (1. октобар 1997) српски је рукометаш који игра на позицији десног крила. Тренутно наступа за Војводину и за репрезентацију Србије.

## Клупска каријера
Професионалну каријеру је почео у Металопластици, да би 2021. године прешао у Иври.

## Репрезентативна каријера
За репрезентацију Србије дебитовао је против Кореје на СП 2019. када је постигао седам голова из исто толико шутева. На том првенству је укупно постигао 16 голова.
Тони Ђерона га је сврстао у списак играча за СП 2023. У трећем колу против Катара био је један од најбољих стрелаца утакмице.